# Hyperolius mitchelli
Hyperolius mitchelli és una espècie de granota de la família dels hiperòlids que viu a Malawi, Moçambic i Tanzània.
Està amenaçada d'extinció per la pèrdua del seu hàbitat natural.